# North Arlington
North Arlington é um distrito localizado no estado americano de Nova Jérsei, no Condado de Bergen.

## Demografia
Segundo o censo americano de 2000, a sua população era de 15.181 habitantes.
Em 2006, foi estimada uma população de 15.077, um decréscimo de 104 (-0.7%).

## Geografia
De acordo com o United States Census Bureau tem uma área de
6,8 km², dos quais 6,7 km² cobertos por terra e 0,1 km² cobertos por água.

## Localidades na vizinhança
O diagrama seguinte representa as localidades num raio de 8 km ao redor de North Arlington.